# Croton velutinus
Espèce
Croton velutinus est une espèce de plantes à fleurs du genre Croton et de la famille des Euphorbiaceae, présente dans l'État brésilien de Bahia.
Elle a pour synonymes :
- Croton claussenianus var. latifolius Müll.Arg., 1865
- Croton siderophyllus var. velutinus (Baill.) Müll.Arg., 1866
- Oxydectes velutina, (Baill.) Kuntze